# Noah Kool
Noah Kool, né le 10 octobre 1962, est un homme politique papou-néo-guinéen.

## Biographie
Diplômé du Collège de formation des enseignants à Mount Hagen, il devient enseignant en école primaire. Il est également joueur amateur de rugby à XIII, et est sélectionné en équipe nationale en 1990, jouant un unique match contre l'équipe de Grande-Bretagne, remporté 20-18 par la Papouasie-Nouvelle-Guinée,,. 
Candidat malheureux aux élections législatives de 1992 dans la circonscription de Gumine (en), il brigue également sans succès le poste de gouverneur de la province de Chimbu aux élections de 2002 et de 2007,. Il est finalement élu gouverneur de la province aux élections de 2012 et, de ce fait, siège également au Parlement national. En novembre 2012, à l'âge de 50 ans, il est membre de l'équipe nationale de vétérans du rugby à XIII qui défient une équipe nationale de vétérans australiens ; il marque un essai, contribue une passe déterminante pour deux autres, et les Papou-Néo-Guinéens remportent le match sur le score de 45-44. C'est également à la suite de son élection qu'il se lance dans le milieu des affaires ; en tant que gouverneur de Chimbu, il est le directeur de l'entreprise publique de production de café Arabicas Ltd, mais il devient également en 2013 copropriétaire d'une entreprise privée de services de sécurité et copropriétaire d'une entreprise privée du bâtiment.
Battu aux élections de 2017, c'est comme candidat du Parti libéral de Sir John Pundari qu'il retrouve son siège de gouverneur et de député aux élections de 2022,.